# Zasiadały
Zasiadały – wieś sołecka w Polsce, położona w województwie mazowieckim, w powiecie garwolińskim, w gminie Miastków Kościelny.
| SIMC    | Nazwa    | Rodzaj    |
| ------- | -------- | --------- |
| 0681081 | Grabówka | część wsi |

W latach 1975–1998 miejscowość administracyjnie należała do województwa siedleckiego. 
W miejscowości funkcjonuje ochotnicza straż pożarna "OSP Zasiadały" założona w 1966, świetlica wiejska, sklep spożywczo-przemysłowy. 
Wierni Kościoła rzymskokatolickiego należą do parafii Niepokalanego Serca Najświętszej Maryi Panny w Wilczyskach.